# Ishania
Ishania är ett släkte av spindlar. Ishania ingår i familjen Zodariidae.

## Dottertaxa tillIshania, i alfabetisk ordning[1]
- Ishania absoluta
- Ishania aztek
- Ishania centrocavata
- Ishania chicanna
- Ishania chichimek
- Ishania firma
- Ishania gertschi
- Ishania guerrero
- Ishania hessei
- Ishania huastek
- Ishania ivieorum
- Ishania latefossulata
- Ishania maya
- Ishania minuta
- Ishania mixtek
- Ishania mundella
- Ishania nayarit
- Ishania oaxaca
- Ishania ocosingo
- Ishania olmek
- Ishania paxoides
- Ishania perforata
- Ishania protecta
- Ishania querci
- Ishania real
- Ishania relativa
- Ishania simplex
- Ishania tarask
- Ishania tentativa
- Ishania tinga
- Ishania tormento
- Ishania totonak
- Ishania vacua
- Ishania xilitla
- Ishania zapotek